# Delopatagus brucei
Delopatagus brucei is een zee-egel uit de onderorde Paleopneustina. De taxonomische positie van het geslacht en de enige soort daarin, is onzeker, en ze zijn niet in een familie geplaatst.
De wetenschappelijke naam van de soort werd in 1907 gepubliceerd door René Koehler.